# Qeqertat
Qeqertat [qɜˈqɜtːat] (nach alter Rechtschreibung K'eĸertat; Inuktun Qikertat [qiˈkɜχta(t)]) ist eine grönländische Siedlung im Distrikt Qaanaaq in der Avannaata Kommunia.

## Lage
Qeqertat liegt auf einer kleinen gleichnamigen Inselgruppe (dänisch Harvard Øer) im Inneren des Kangerlussuaq (Inglefield Bredning) direkt vor dem Gletscher Qaqujaarsuup Sermia (Heilprin Gletsjer). Bis nach Qaanaaq sind es 61 km in Richtung Fjordmündung nach Westen. 17 km südwestlich lag früher die heute verlassene Siedlung Kangerlussuaq.

## Geschichte
1951 hatte Qeqertat 23 Einwohner. Im nächsten Jahr waren es 24. 1953 kam eine kleinere Zahl von Menschen nach Qeqertat, die wegen des Baus der Thule Air Base ihre Heimat Uummannaq (Dundas) verlassen mussten. Deswegen wurden 1953 in Qeqertat schon 33 Einwohner gezählt. 1959 wurde eine Hebammenwohnung errichtet, die zehn Jahre später in Ermangelung einer Hebamme leerstand. 1965 wurde eine Telestation errichtet. Im Ort wurde ein Depotladen betrieben. Eine Schule existierte nicht. 1960 lebten 57 Menschen in Qeqertat und 1970 waren es 64. 1988 beschloss man mehrere der kleinen Siedlungen in der damaligen Gemeinde Qaanaaq zu entvölkern, darunter Qeqertat. Allerdings gelang es nie, dass alle Bewohner den Ort verließen. Schließlich beschloss die grönländische Regierung 2018, dass Qeqertat wieder infrastrukturell gefördert werden sollte, was zu Kritik aus der Opposition führte, da eine Desurbanisierung in Grönland wirtschaftliche und finanzielle Probleme vergrößern würde.

## Wirtschaft
Qeqertat ist ein gutes Jagdgebiet für Narwale und Robben. Zudem soll die Heilbuttfischerei ausgebaut werden. Mangels Fischfabrik vor Ort bringen die Fischer ihren Fang nach Qaanaaq. Weitere Arbeitsplätze finden sich nur im Laden und in der Schule.

## Infrastruktur und Versorgung
Qeqertat hat keine Hafenanlage und die Fischerboote liegen direkt am Strand. Einmal pro Jahr wird der Ort von einem Versorgungsschiff angefahren. Ein Heliport bindet das Dorf an den Luftverkehr an, allerdings ist Qeqertat in keinem Regelflugplan enthalten.
Es gibt wegen der erst kürzlich aufgehobenen Entvölkerungspläne keine staatliche Versorgungsstruktur in Qeqertat und die Strom-, Wasser- und Wärmeversorgung erfolgt privat mit Generatoren, Eisschmelze und Ölöfen. Es gibt zudem weder eine Abfallordnung noch Mobilfunk oder Internet in Qeqertat. Im Norden des Orts befindet sich eine Müllhalde.

## Bebauung
Die Qeqertat Atuarfiat, die lediglich etwa zwei Kinder unterrichtet, die nach der sechsten Klasse die Schule in Qaanaaq besuchen müssen, teilt sich ein Gebäude mit der Kirche und wurde 1962 errichtet und 2013 renoviert. Eine Pilersuisoq-Filiale versorgt die Bewohner mit dem Nötigsten. Außerdem gibt es noch eine Krankenstation in Qeqertat.

## Söhne und Töchter
- Naimanngitsoq Petersen (1957–2013), Politiker

## Bevölkerungsentwicklung
Die Einwohnerzahl von Qeqertat hat sich in dem letzten 40 Jahren etwa halbiert. Nach dem Beschluss den Ort aufzugeben ging die Bevölkerungszahl einige Jahre nach unten, aber ist seit Mitte der 1990er Jahre stabil. Qeqertat ist heute das zweitkleinste Dorf der Kommune.